# Henrik Georgsson
Björn Henrik Georgsson, född 3 december 1964 i Borås Gustav Adolfs församling i Älvsborgs län, är en svensk regissör och manusförfattare.
Henrik Georgsson har en fil. kand. i ekonomisk historia, men har också genomgått Dramatiska Institutets linje för dokumentärregi.

## Filmografi i urval
- 1979 – Victoria (klippassistent)
- 1990 – Goda människor (synkläggning, regiassistent, övrig medarbetare)
- 1992 – Jåvna – renskötare år 2000 (övrig medarbetare)
- 1993 – Det sociala arvet (regiassistent)
- 1994 – Crack of dawn (regi)
- 1995 – Tjugo vintrar – tjugo somrar (regi, manus, klippning)
- 1997 – I landet utanför – med Reza Talebi (regi, manus)
- 1997 – Jag är din krigare (regiassistent, scripta)
- 1997 – Eldsjälar (regi)
- 2002 – Välkommen till Tomas & Jill (regi)
- 2005 – Om filmen Sandor /slash/ Ida (roll)
- 2005 – Sandor slash Ida (film) (regi)
- 2008 – Lasse-Majas detektivbyrå – Kameleontens hämnd (regi)
- 2009 – Wallander – Prästen (regi)
- 2009 – Wallander – Läckan (regi)
- 2012 – Bragden (regi, manus, research)
- 2023 – Slutet på sommaren (TV-serie) (regi)